# Biston falcata
Biston falcata es una especie de polilla de la familia Geometridae. La especie fue descrita por primera vez por Francis Walker en 1893 y se puede encontrar distribuido con endemismo en China. Cuenta con dos subespecies: Biston falcata falcata y Biston falcata satura (Wehrli, 1941). El holotipo de B. f. falcata fue descrita en el estado de Sikkim, India, mientras que el holotipo de B. F. satura fue descrita en el oeste de China.

## Descripción
Es una polilla grande con una envergadura de 62 milímetros (2,4 plg) y de color blanco con un tinte ocre, salpicado de manchas negras irregulares que en algunas partes se unen en manchas. Los márgenes exteriores de todas las alas cuentan con dos hendiduras profundas. 
La cabeza es de color gris ceniza, el tórax barrado de negro mientras que el abdomen es amarillento marcado con blanco y punteado con negro. El ala anterior cuenta con una banda gris oscura antemedial y sinuosa y líneas que se indican con un tono oliva. Ambas alas cuentan con una banda submarginal y algunas manchas fulviosas grandes y pequeñas en su margen.

## Ciclo de vida
B. falcata tiene una generación anual y pasa el invierno en pupas. Las orguas se alimentan de las acículas del Pinus armandii, por lo que es una plaga dañina para el pino desde mediados de septiembre hasta principios de octubre.